# 大洗磯前神社 (中津川市)
大洗磯前神社（おおあらいいそざきじんじゃ）は、岐阜県中津川市上野に鎮座する神社。

## 祭神

### 主祭神
- 大己貴命

### 摂末社祭神
- 少彦名命

## 歴史

### 藥王山 東光寺
明治初年まで大洗磯前神社の境内地には薬師如来を本尊とする藥王山 東光寺が存在した。
東光寺は、薬師堂の位置より少し左下方にあったとされるが位置を特定することのできる遺構は残っていないが、周辺には五輪塔が数基とその残欠を確認することができ、周辺から採集された陶磁器類は中世のものである。
室町時代には、上野本郷に居住していた吉田氏の加護により大寺であったとされる。
明治2年(1869年)8月、苗木藩の廃仏毀釈によって本堂は打ち毀されたが、薬師如来は村人の手で秘匿された。

### 大洗磯前神社
数年後、薬師堂建立の声が盛んになり苦肉の策として、神社を建てその中へ薬師如来を祀ろうと考え、当区受持祠官の苗木村の水野忠鼎へ薬師神社建立の申請をするも不許可であった。
明治9年(1876年)に、再度嘆願したところ、薬の神である少彦名命を祀る茨城県東茨城郡の大洗磯前神社の分社としてなら可との沙汰があり、
明治11年(1878年)に大洗磯前神社が建立された。別名、薬師神社とも呼ばれている。
境内には、高さ50m、樹齢1000年を超える大杉が聳えている。また付近には宝篋印塔や五輪塔が散乱している。
「大洗磯前神社創立前後明細記」には以下の内容が記されている。

### 上野薬師堂
明治11年(1878年)に、大洗磯前神社が建立されると、附属して薬師堂が再建された。
薬師如来像はヒノキの寄木造で、南北朝時代末期の北朝の年号が記されていたとされるが、近年解体修理した後の現在は確認することができない。
昭和40年（1965年）9月7日に岐阜県の指定有形文化財となった。
かつては脇侍として月光・日光菩薩を持っていたと考えられるが、現在は独尊となっている。
木像は上部漆と金箔が重ねられていたが、腐食が進んでいる。
母乳の出ない人は、さらしに綿を入れ乳房にしたり、耳の悪い人は、コウゾの木でキリの形を作り、それを供えて祈ると、乳がよく出るようになるし、耳の病は早く治るようになると伝えられている。

### 千手観音
大正12年（1923年）に発生した関東大震災の惨状に心を痛めた恵那郡中津町の者が、「恵那新四国八十八ヶ所」を発願し、各地に札所を定めた際に、上野薬師堂脇の、千手観音が八十二番札所と定められた。

## 文化財

### 岐阜県指定有形文化財
- 薬師如来像

### 岐阜県指定天然記念物
- 磯前神社のスギ

### 中津川市指定天然記念物
- 磯前神社のイチョウ

## 関連リンク
- 大洗磯前神社　岐阜県神社庁
- 磯前神社大杉を訪ねるみち　岐阜県公式サイト
- 薬王山 東光寺遺跡
- 薬師如来坐像